# Lonchaea mamaevi
Lonchaea mamaevi är en tvåvingeart som beskrevs av Nikolai Vasilevich Kovalev 1973. Lonchaea mamaevi ingår i släktet Lonchaea och familjen stjärtflugor. Inga underarter finns listade i Catalogue of Life.